# Deba bōchō

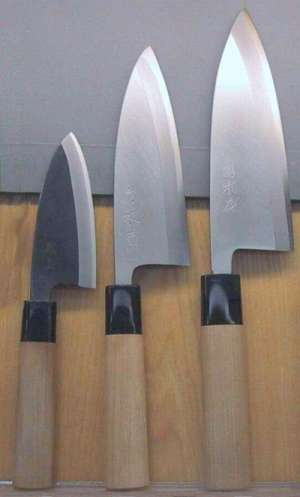
Deba bocho de diferentes tamaños.

Los cuchillos deba bocho (出刃包丁 lit. «cuchillo de trinchar con punta»?) son cuchillos de cocina japoneses usados para cortar pescado, pero también pollo y carne. Existen diferentes tamaños llegando incluso a los 30 cm.
El deba bocho apareció por primera vez durante el período Edo en Sakai (Osaka).
- Datos: Q1111908